# Ribeirão Piraúba
O ribeirão Piraúba é um curso d'água que banha a Zona da Mata do estado de Minas Gerais. É um afluente da margem direita do rio Paraopeba e, portanto, um subafluente do rio Pomba. É um dos rios que compõem a bacia hidrográfica do rio Paraíba do Sul. Apresenta 12 km de extensão e drena uma área de 53,7 km².
Suas nascentes localizam-se no município de Piraúba, a uma altitude de aproximadamente 500 metros. Em seu percurso, atravessa a zona urbana de Piraúba. No mesmo município, tem sua foz no rio Paraopeba.